# Distrito electoral de Dunning (condado de Blaine, Nebraska)
Dunning (en inglés: Dunning Precinct) es un distrito electoral ubicado en el condado de Blaine en el estado estadounidense de Nebraska. En el Censo de 2010 tenía una población de 164 habitantes y una densidad poblacional de 0,43 personas por km².

## Geografía
Dunning se encuentra ubicado en las coordenadas 41°47′10″N 100°4′36″O / 41.78611, -100.07667. Según la Oficina del Censo de los Estados Unidos, Dunning tiene una superficie total de 378.14 km², de la cual 373.77 km² corresponden a tierra firme y (1.16%) 4.37 km² es agua.

## Demografía
Según el censo de 2010, había 164 personas residiendo en Dunning. La densidad de población era de 0,43 hab./km². De los 164 habitantes, Dunning estaba compuesto por el 99.39% blancos y el 0.61% eran afroamericanos.